# Testimoni (geologia)

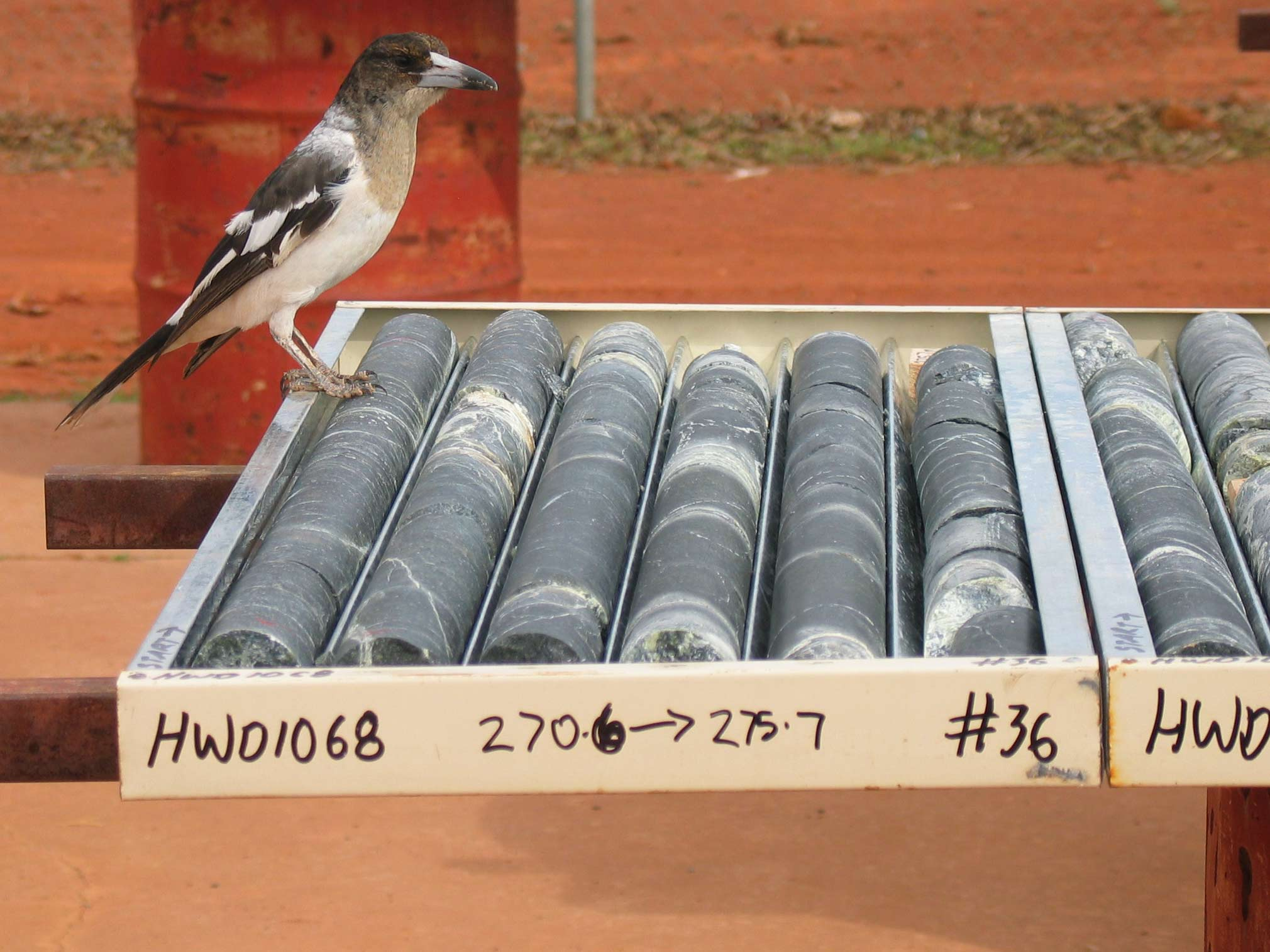
Testimonis.

Un testimoni és una secció cilíndrica d'una substància natural (normalment). La majoria de les mostres s'obtenen mitjançant perforacions especials a la substància, com ara sediments o roca, amb un tub d'acer buit, anomenat llevatestimonis. El forat realitzat per a la mostra del testimoni s'anomena “forat del testimoni”. Existeix una gran varietat de mostrejadors bàsics per provar diferents suports en diferents condicions.
Es poden prendre mostres bàsiques per provar les propietats de materials artificials, com el formigó, la ceràmica, alguns metalls i aliatges, especialment els més tous. També es poden prendre mostres bàsiques d'éssers vius, inclosos els éssers humans, especialment dels ossos d'una persona per a un examen microscòpic per ajudar a diagnosticar malalties.